# لیدرباخ ام تاونوس
لیدرباخ ام تاونوس (به آلمانی: Liederbach am Taunus) یک شهر در آلمان است که در ماین-تاونوس واقع شده‌است.

## خواهرخوانده
شهرهای Villebon-sur-Yvette، سالدوس و وروود خواهرخوانده‌های لیدرباخ ام تاونوس هستند.